# رافائل کاوالکانته
رافائل کاوالکانته (انگلیسی: Rafael Cavalcante؛ زادهٔ ۵ آوریل ۱۹۸۰) ورزشکار هنرهای رزمی ترکیبی اهل برزیل است.